# Kostel svatého Jiří (Moravičany)
Kostel svatého Jiří v Moravičanech je gotickou stavbou z konce 15. století (kněžiště, loď, věž). Výtvarně a historicky velmi cenná sakrální architektura. Areál kostela spolu s farou, kaplemi, ohradní zdí se vstupní branou a farní školou byl v roce 1964 zapsán na seznam kulturních památek. V roce 2017 byla za kulturní památku prohlášena také márnice, která je součástí areálu.

## Historie kostela
Na místě dnešního kostela svatého Jiří stával v rámci opevněného slovanského hradiště malý dřevěný kostelík v 10. – 11. století.
Z darovacích listin biskupa Albrechta Aleše ze Šternberka (biskup v Litomyšli, Schwerinu a arcibiskup magdeburský) je jisté, že kamenný kostel a fara existovaly již ve 14. století. Nejstarší částí dnešního kostela je gotické kněžiště (presbytář), ve kterém se dochovala hvězdovitá klenba se svorníkem ve tvaru hvězdy. Na tomto svorníku je vyobrazen erb šlechtického rodu ze Šternberka.

Kostel sv. Jiří v Moravičanech tedy pochází ze druhé poloviny 14. století, kdy bylo ve stylu gotickém vystavěno kněžiště, později kostelní loď s dřevěným stropem a hranatá věž bez báně. Barokními přestavbami prošel kostel v 16. a v 17. století. Roku 1615 bylo vystavěno nové schodiště do věže, zaklenuto podvěží a zhotoven portál. Zchátralý dřevěný strop byl nahrazen barokní klenbou nad celou hlavní lodí. V roce 1753 byla přistavěna kaple sv. Jana Nepomuckého a sakristie, nově prolomena okna a opraveny fasády. Posledními rozsáhlými opravami prošel kostel počátkem 21. století.

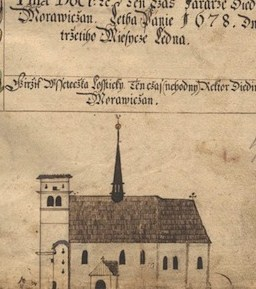
Kostel sv. Jiří v roce 1678 na jedné ze starých listin

### Historické události z kronik
Třicetiletá válka: V roce 1642 byl z Moravičan zapůjčen mohelnické farnosti pozlacený kalich, který ovšem ukradli Švédové při obléhání Mohelnice. Zajímavostí je, že moravičanský kostel vypleněn nebyl. Švédové se dostali pouze do sakristie, kde jsou dodnes patrné záseky ve dveřních zárubních z jejich marného dobývání.
Interdikt: Dne 28. 6. 1667 byl nad kostelem a farností vyhlášen interdikt (klatba), což znamenalo, že do odvolání se zde nesmí sloužit mše svaté a ani udělovat žádné svátosti. Důvody byly takové, že kostel a fara byly po třicetileté válce v chátrajícím stavu, takže kněží museli bydlet v sousedních Lošticích.
Smrtící blesk: V roce 1720 udeřil do kostela blesk, který usmrtil františkánského kněze z Moravské Třebové, který právě křtil dítě šafáře z Červené Lhoty.
Stavba báně na hlavní věži: Dne 5. 8. 1869 byla upevněna hlavice na hlavní věži. Moravičanský kostel býval původně bez štíhlé věžní střechy. Věž byla bez báně, hranatá, břidlicí pokrytá. Současná podoba hlavní věže s bání je z roku 1869.

## Popis kostela

### Exteriér

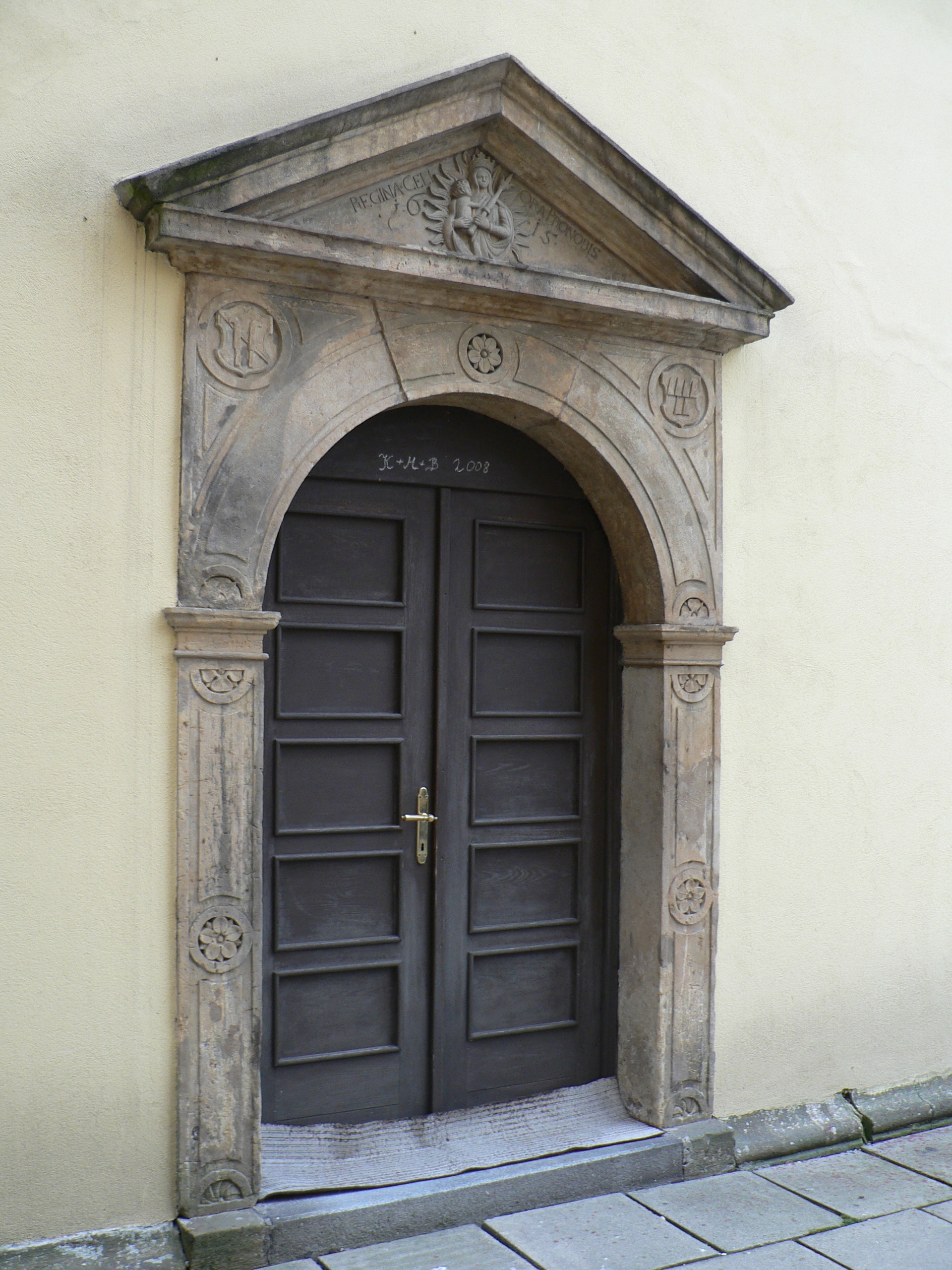
Renesanční vstupní portál z r. 1615

Kostel sv. Jiří stojí na vyvýšenině na levém břehu říčky Třebůvky. Areál kostela vymezuje vysoká hřbitovní zeď s dvoukřídlou bránou z konce 18. století a kaplí datovanou rokem 1860, v níž je sousoší Kalvárie. Na hřbitově stojí také kartuziánská empírová kaple s hrobkou ze 2. poloviny 19. století. Součástí areálu je i pozdně renesanční fara s hospodářskými křídly a altánkem v její zahradě, barokně upravená v roce 1778, empírově v 1. polovině 19. století. Márnice byla postavena v roce 1896 na hřbitovním pozemku. Jde o jednoduché přízemní stavení přistavěné k průčelí hospodářského křídla, které náleží k faře. V blízkosti kostela, před obvodní zdí, je farní škola s renesančním jádrem.
Půdorys kostela tvoří jednoduchá, chrámová architektura se sálovou obdélnou lodí, východním užším polygonálně uzavřeným presbytářem a hranolovou věží připojenou k západnímu průčelí. V čele přízemí věže jsou novodobé dvoukřídlé vstupní dveře vsazené do pískovcového portálu s rodovými erby Dittrichštejnů a Boskoviců a trojúhelníkovým štítem s reliéfem Madony s dítětem. K severnímu a jižnímu boku presbytáře se připojují krátká boční křídla. Jižní z nich je dvoupodlažní se sakristií v přízemí, severní pak v celé výši zabírá prostor kaple Sv. Jana Nepomuckého zaklenutá kopulí. Na rozhraní lodi a presbytáře se tyčí sanktusník. 

### Interiér
Oltáře a obrazy
Nad hlavním oltářem je umístěn obraz Svatého Jiří, který v roce 1857 namaloval loštický malíř Jan Havelka. Hlavní mramorový oltář je z roku 1909.
Boční oltáře v hlavní chrámové lodi zdobí obrazy Nanebevzetí Panny Marie (vlevo) a Svatý Bruno (zakladatel kartuziánského řádu). Oba tyto obrazy namaloval známý jezuitský malíř 18. století Ignác Viktorín Raab.
V chrámové kapli svatého Jana Nepomuckého je nad bočním oltářem obraz tohoto světce z roku 1893, který zhotovil český akademický malíř Josef Mathauser. Křížová cesta se 14 zastaveními se nachází po obou stranách chrámové lodi. Obrazy namaloval malíř Josef Mathauser v roce 1883.
Kněžiště a hlavní loď odděluje velký lomený oblouk, na kterém se nachází 5 kruhových maleb. Uprostřed Ježíš Kristus a po bocích 4 evangelisté se svými atributy: Marek, Matouš, Lukáš a Jan.
Kaple svatého Jana Nepomuckého
Vnitřní stěny kaple sv. Jana Nepomuckého jsou pokryty freskami Josefa Ignáce Sattlera z roku 1753. Fresková výzdoba oslavují život světce, jemuž je kaple zasvěcena.
Náhrobky
Renesanční figurální náhrobníky ze 2. poloviny 16. století připomínají příslušníky rodů Bítovských ze Slavíkovic, Elišky ze Zástřizl a Petra Bukůvky. Vstup do hrobky Bítovských ze Slavíkovic, zřízené r. 1573, kryje deska s jejich rodovým erbem. V chrámové lodi vzadu je náhrobek dívky Magdalény, dcery Jiříka, zlatníka z Moravské Třebové z r. 1585.
Okna
Nad hlavním oltářem v kruhovém okně je vitrážově vyobrazeno "Oko Boží" z roku 1895. V kněžišti jsou 4 vitrážová okna s postavami Svatého Josefa, Svatého Viktora a moravských věrozvěstů Svatých Cyrila a Metoděje.

### Zařízení
Relikviáře
Dvojice rozměrově identických, časově však výrazně odlišných relikviářů z pozlacené mědi v podobě vztyčené ruky (předloktí) držící v prstech oválnou schránku s ostatky. Gotický relikviář (pravá ruka) z pol. 15. století náleží sv. Mauriciovi (Mořici). Rokokový relikviář (levá ruka) byl zhotoven v pol. 18. století a je bez označení.
Zvony
Zvony jsou umístěny ve třetím patře věže kostela. Zvon sv. Jiří byl ulit v r. 1573 a přelit v r. 1700. Nese na sobě reliéfy sv. Jiří, sv. Bruna a apoštolů Petra a Pavla. V kostele byly ještě další dva zvony: Zvon Neposkvrněného početí Panny Marie a Zvon Svatého Jana Nepomuckého, pořízené v r. 1928. Za 2. světové války byly kostelu všechny zvony odebrány, tento zvon sv. Jiří však byl po válce objeven ve skladišti v Praze a v roce 1946 vrácen zpět. V roce 2010 byl v kostele vysvěcen nový zvon – Umíráček – zasvěcený Panně Marii a sv. Josefovi. Jeden z nejstarších a největších zvonů v okrese Šumperk – zvon sv. Jiří se užívá každou neděli a při významných svátcích. Je možné jej slyšet vždy půlhodinu před začátkem mše svaté. V malé kostelní věži, je také umístěn Malý Zvon (sanktusník), který zní vždy při pozdvihování. Pravidelně také zní každý den v 6.00, ve 12.00, v 15.00 a v 19.00.
Kazatelna
Barokní kazatelna pochází z roku 1773. Dodnes se příležitostně užívá při kázáních.
Varhany

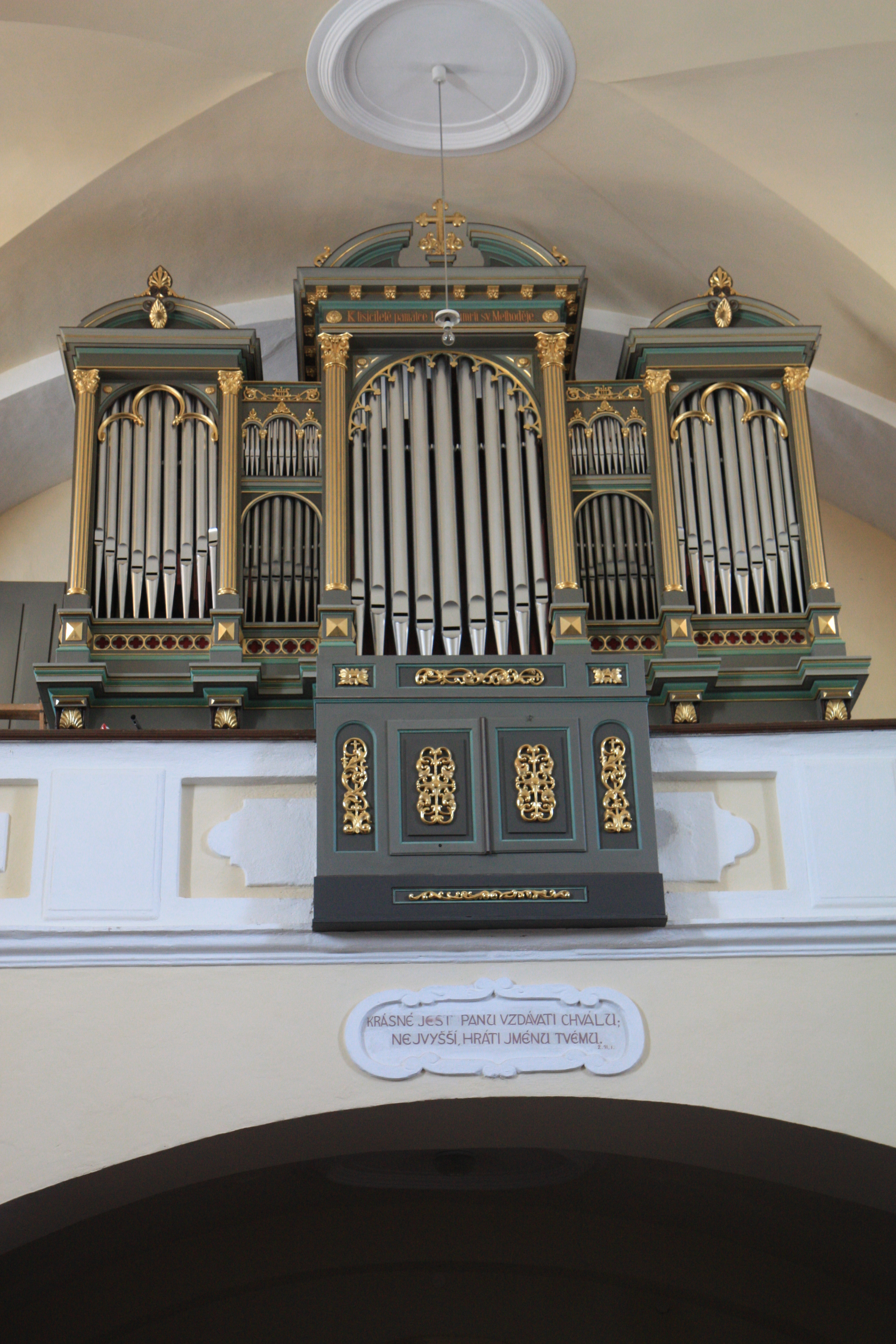
Varhany z roku 1885

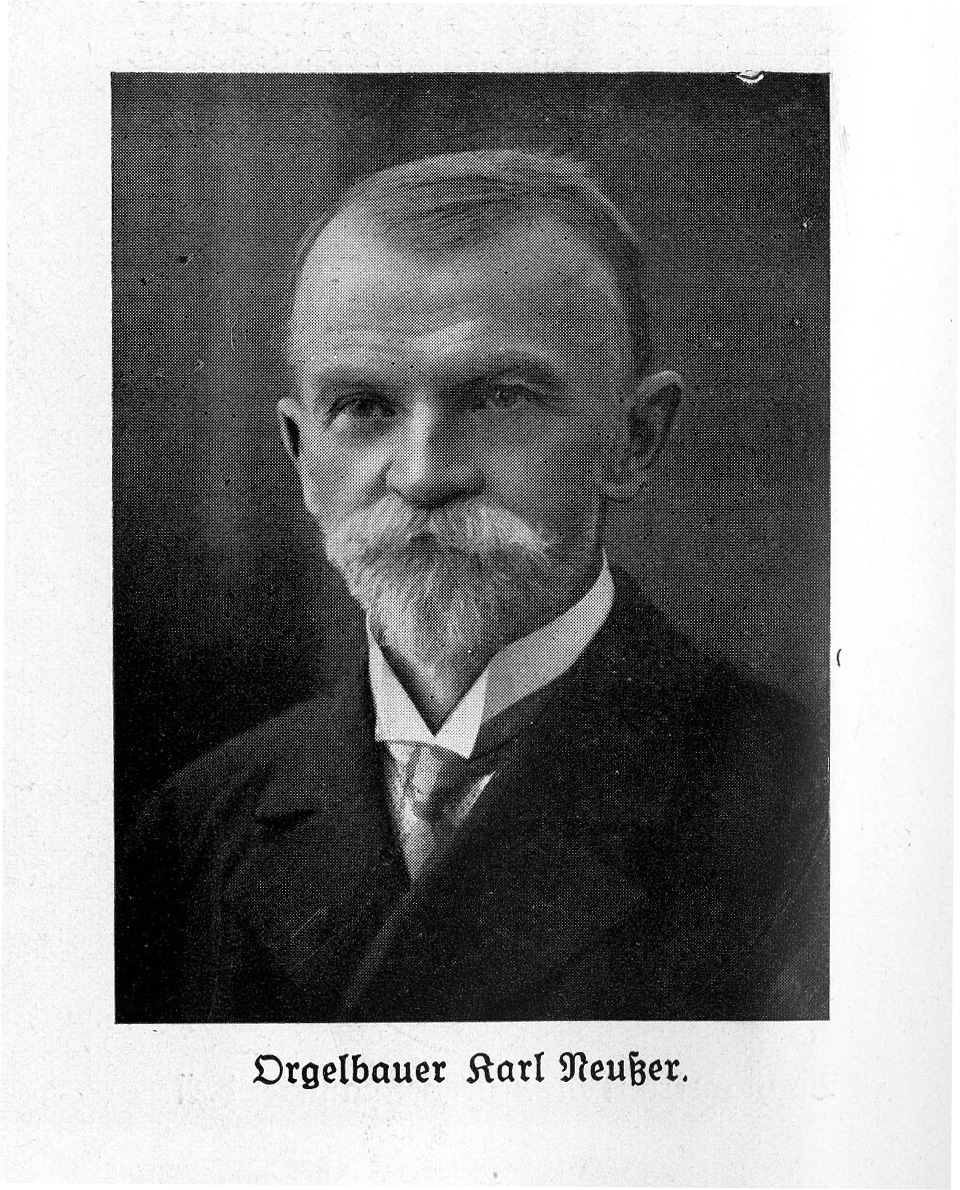
Varhanář Karel Neusser z Nového Jičína

Původní varhany byly v kostele od roku 1769 z Jívové. Současné varhany v kostele jsou z roku 1885, mají 2 manuály, 3 pedály a 1016 píšťal. Postavil je Karel Neusser z Nového Jičína. V roce 2010 byla provedena generální oprava varhan. Varhany dodnes slouží při doprovázení liturgií a příležitostně při varhanních koncertech.

## Život v chrámu
Kostel svatého Jiří je farním kostelem Římskokatolické farnosti Moravičany. Je hlavní dominantou obce Moravičany, chráněnou kulturní památkou České republiky a významným architektonickým prvkem zdejší krajiny severní Hané. Zdejší společenství je velmi živé a tak se kostel stává přirozeným tepem obce.
"Není místa, kde by se tolik stýkala minulost s přítomností jako v chrámě..." citoval P. Josef Novák (do roku 1993 farář v Moravičanech).
Prohlídky kostela i věže jsou možné v případě předchozí domluvy na faře nebo v sakristii kostela.

## Galerie

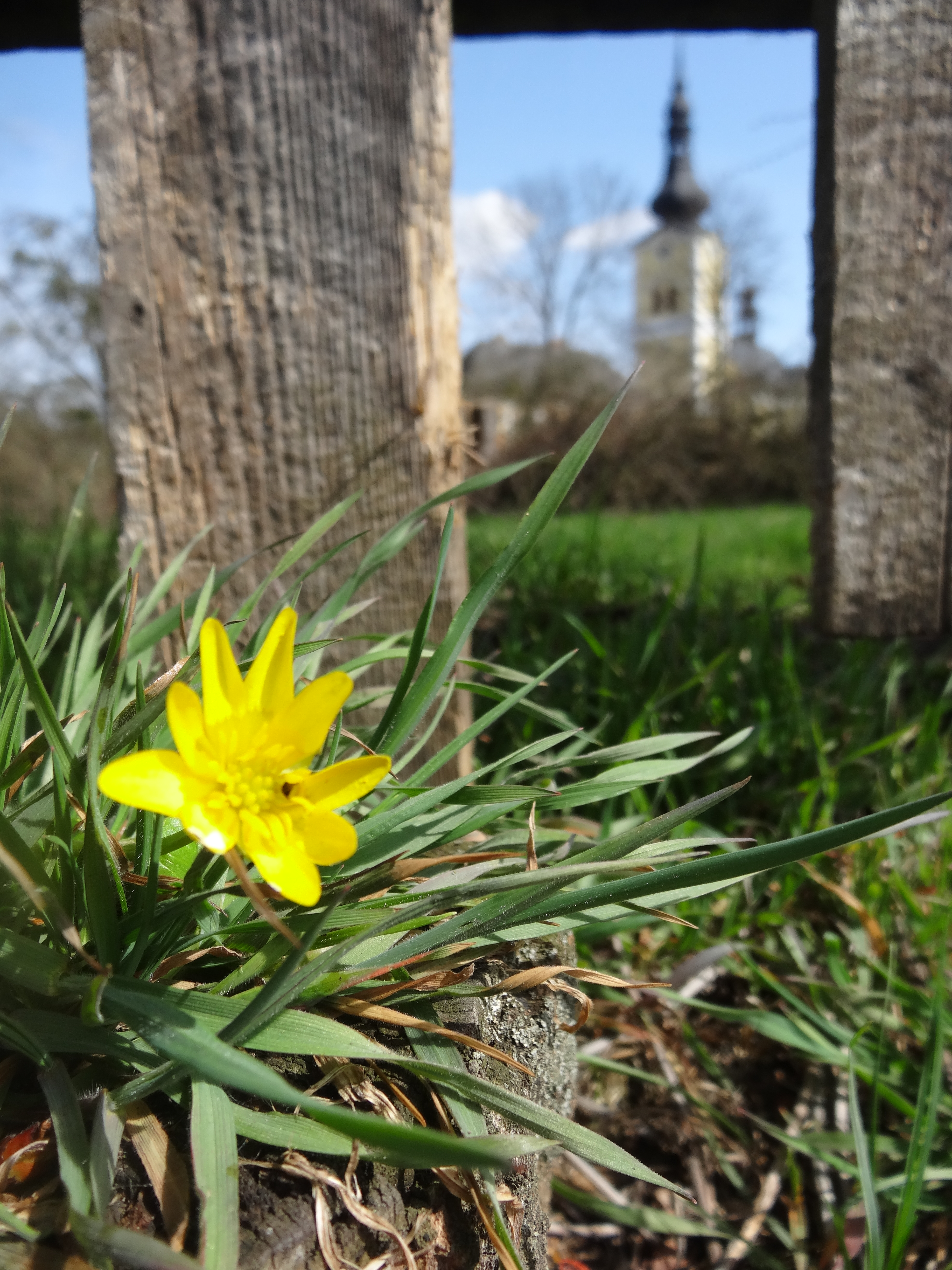
Jarní čas v kostelních zahradách
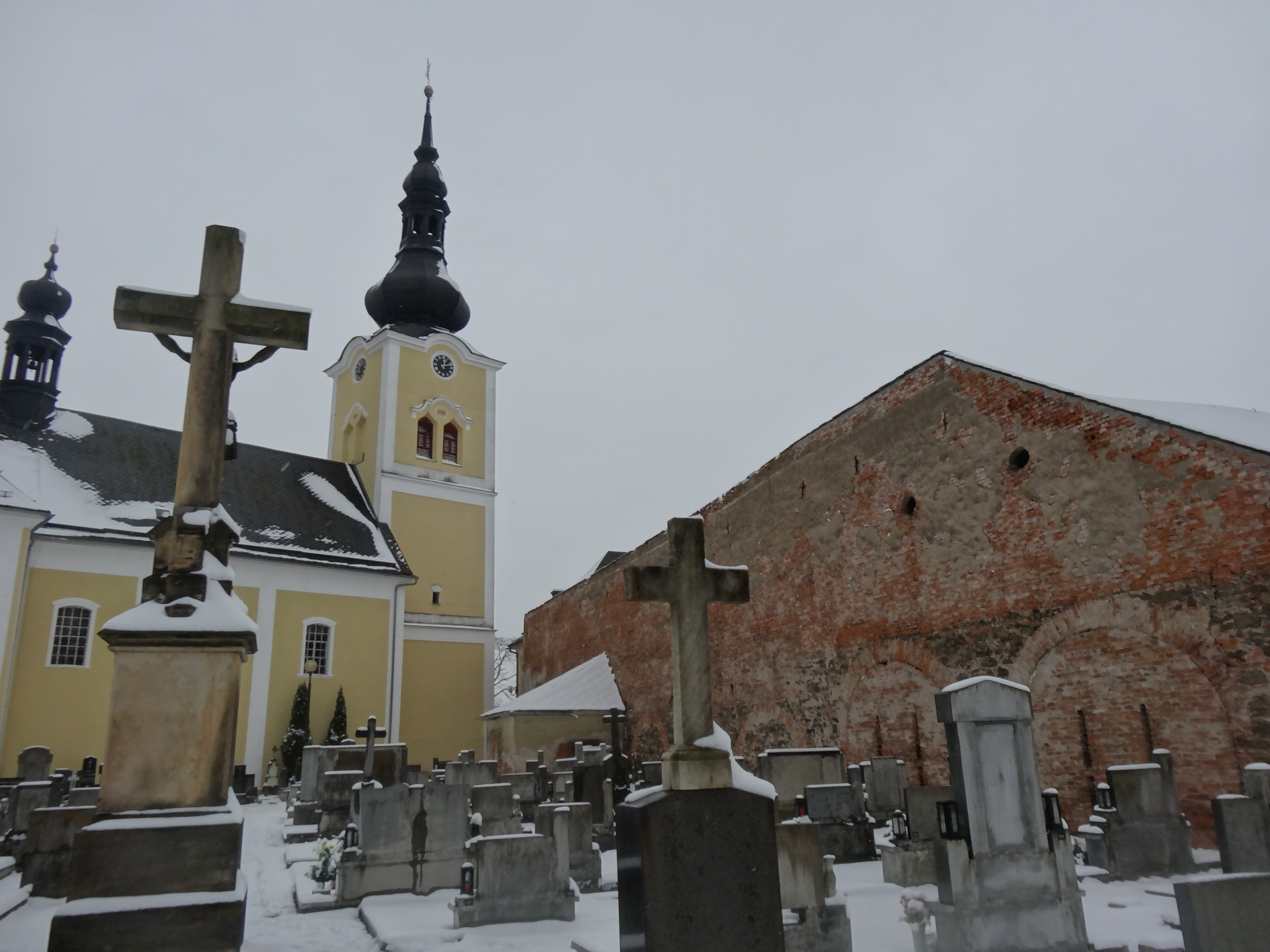
Hřbitov s kostelem
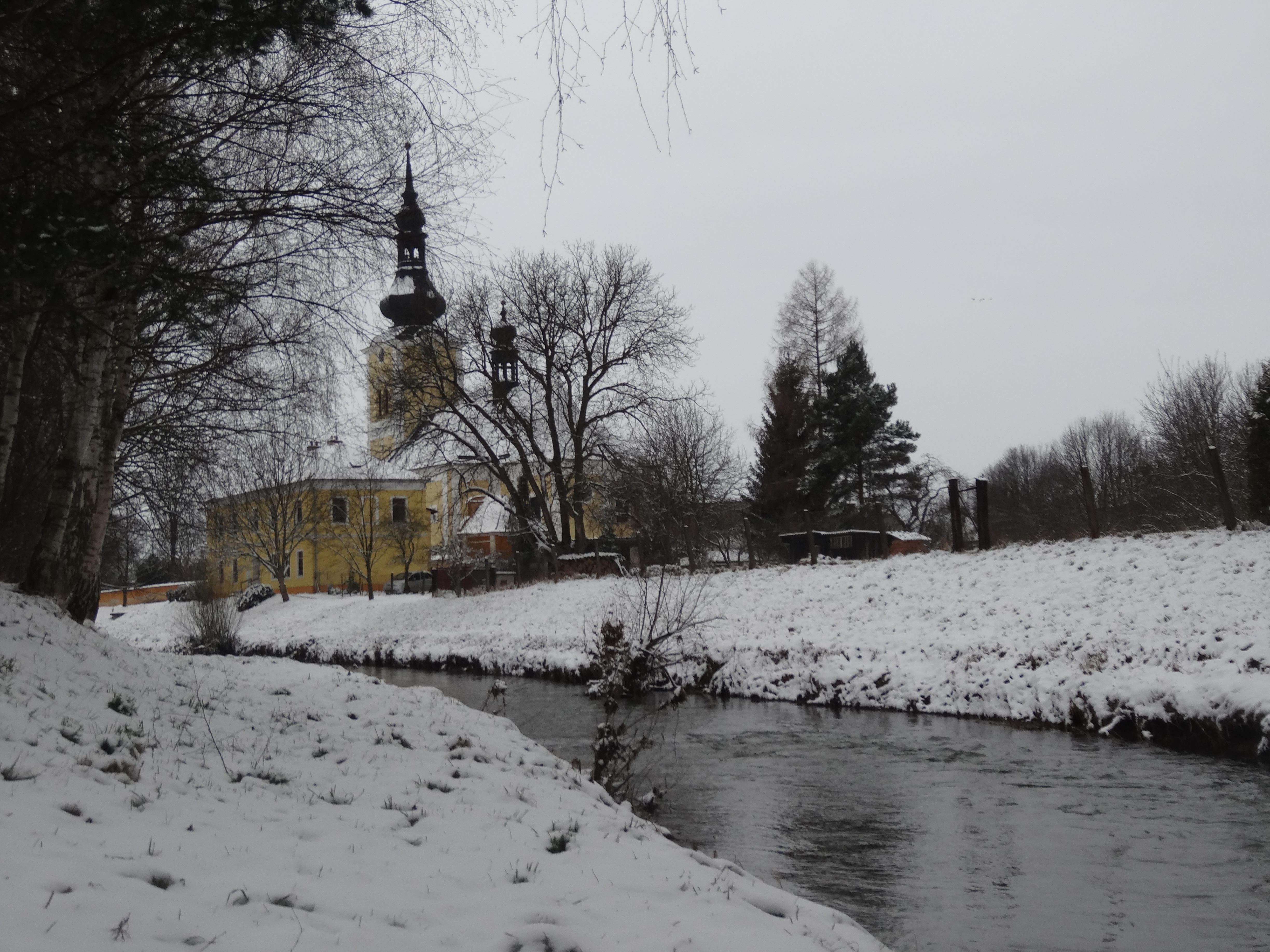
Řeka Třebůvka za kostelem
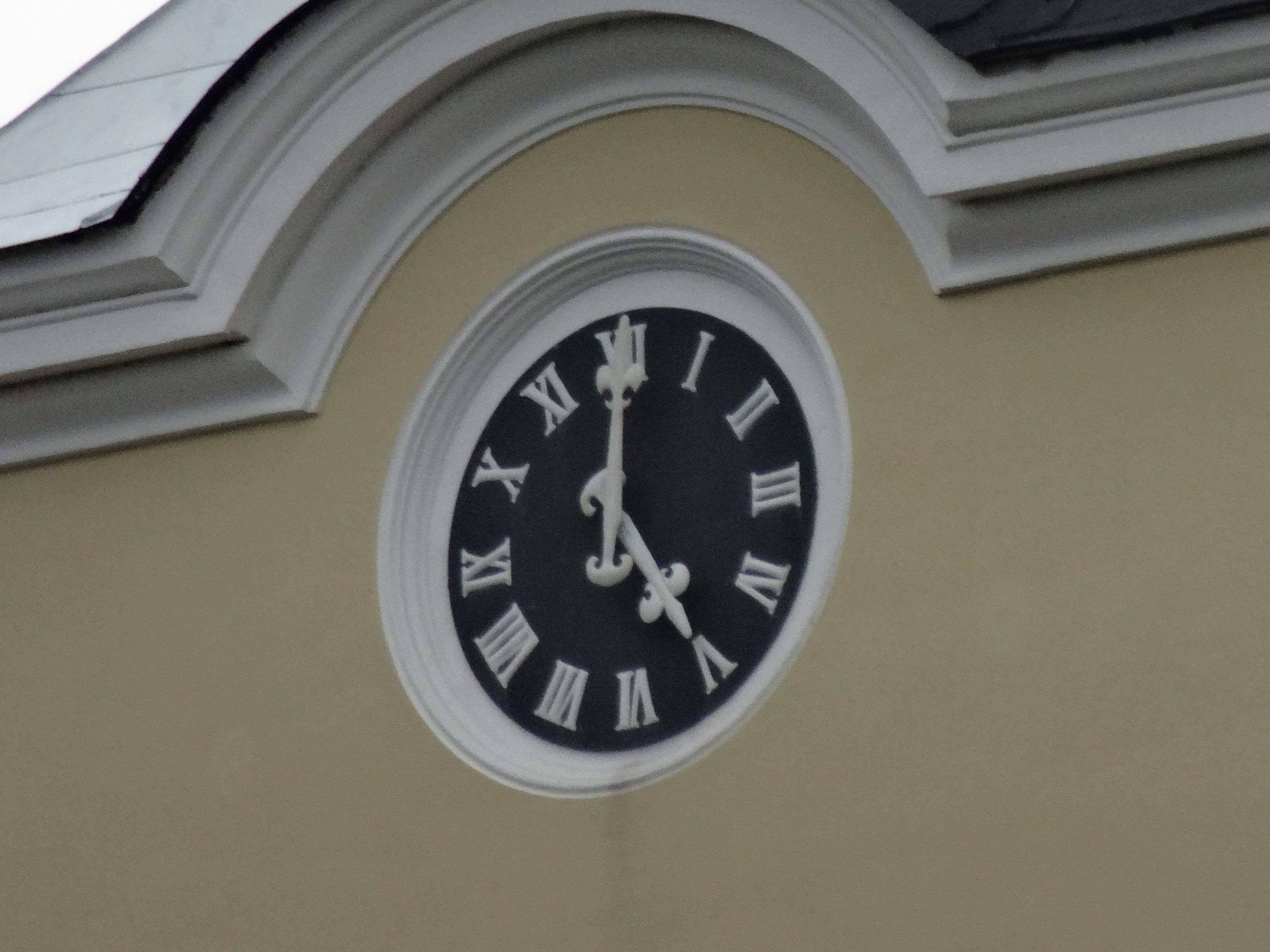
Věžní hodiny s římskými číslicemi
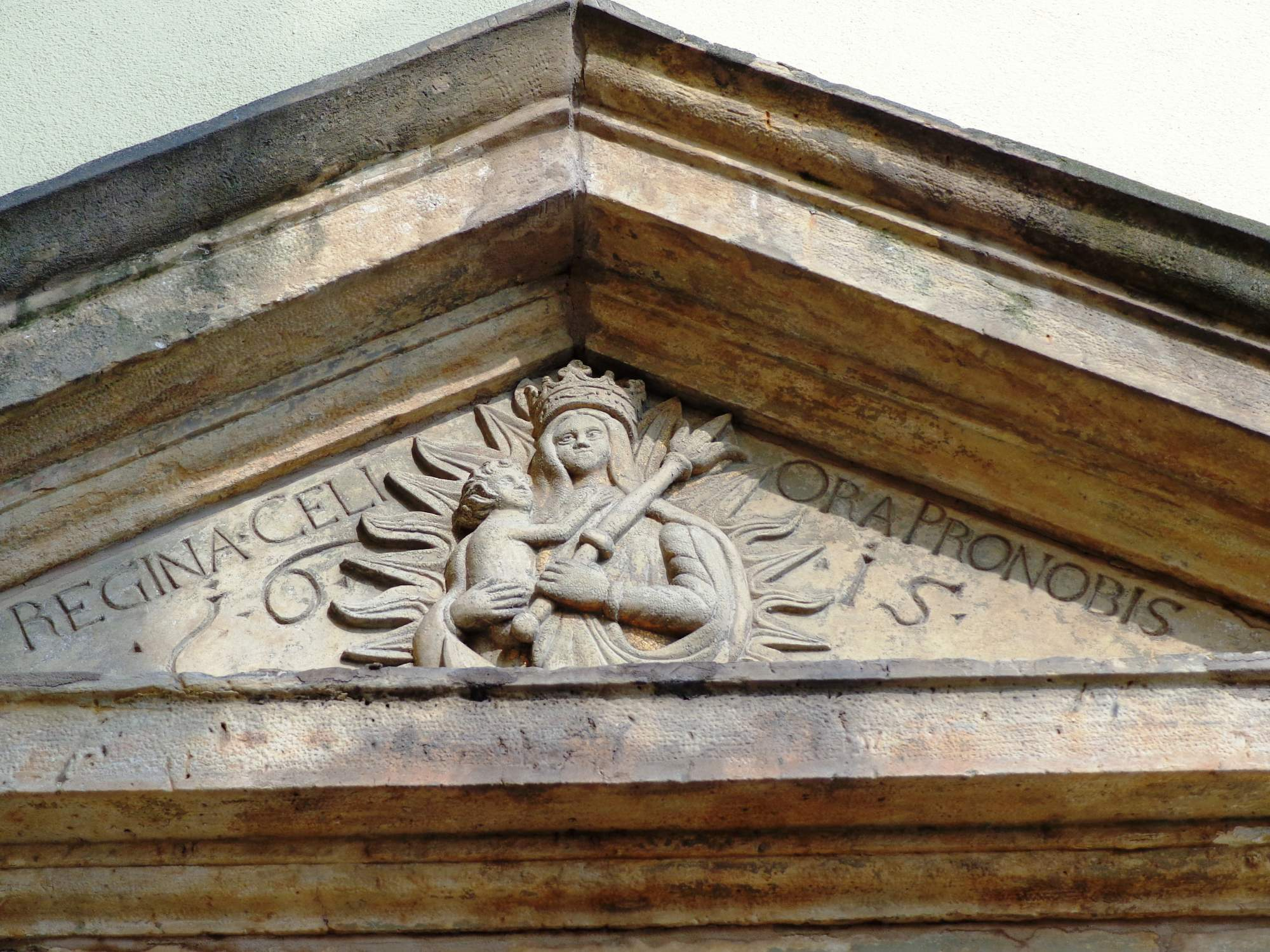
Tympanón portálu z roku 1615
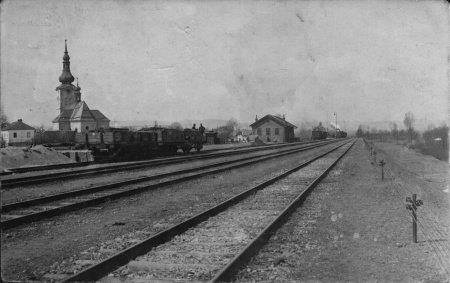
Kostel sv. Jiří na historické fotografii z přelomu 19. a 20. století
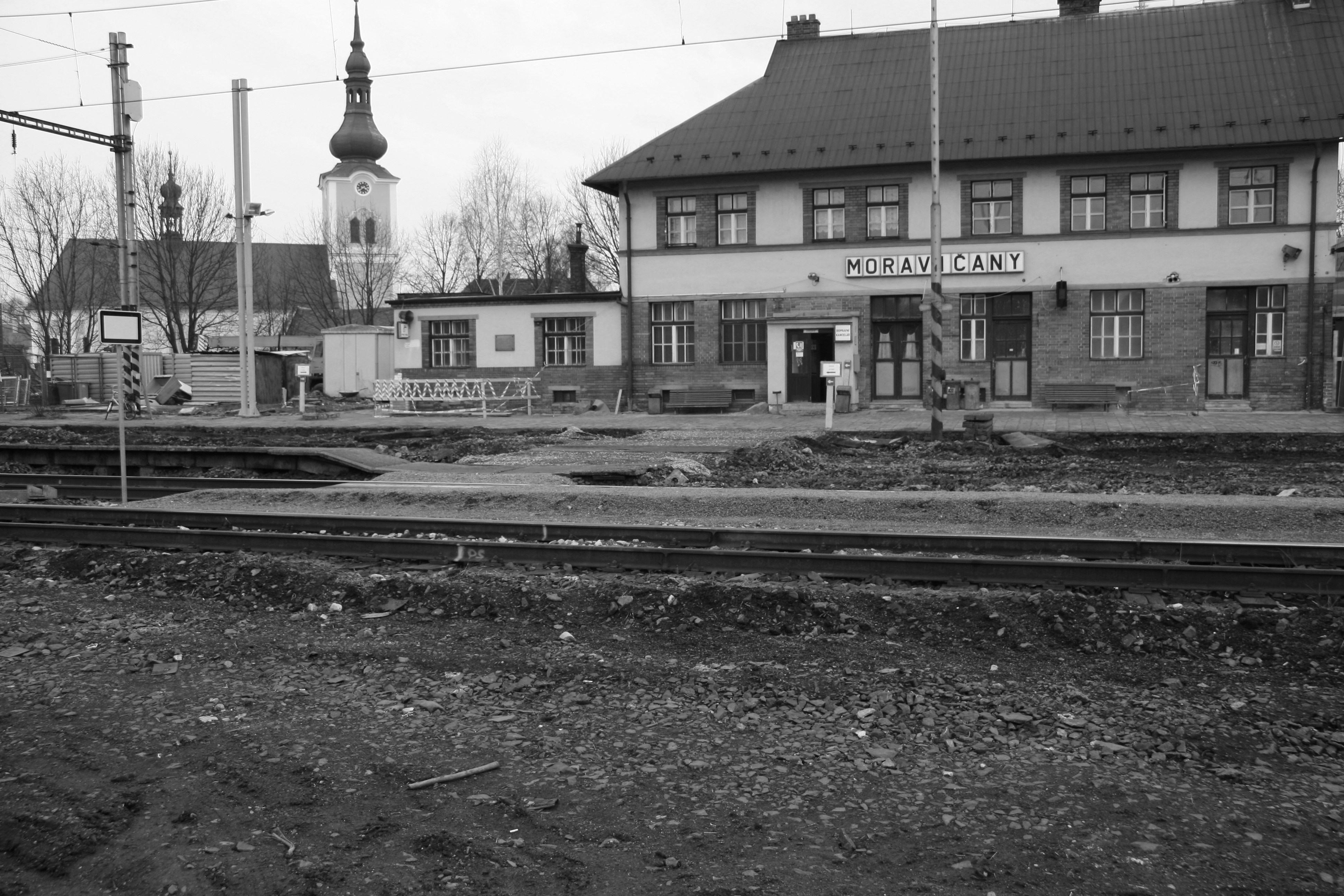
Kostel sv. Jiří při pohledu z nádraží v roce 2008